# Kinue Hitomi
Kinue Hitomi (Japans: 人見絹枝, Hitomi Kinue) (Okayama, 1 januari 1907 - Osaka, 2 augustus 1931) was een Japanse atlete, die zich manifesteerde als allround atlete in de pioniersfase van de vrouwenatletiek. Ze vestigde op diverse nummers wereldrecords en Aziatische records op tien verschillende atletiekonderdelen, van de 100 m tot de 800 m, van de 80 m horden tot de beide springnummers en van discus- tot speerwerpen. Ze was bovendien de eerste Japanse die een olympische medaille veroverde.

## Biografie

### Records
Na de lagere school wierp de van het platteland afkomstige Hitomi zich op de studie lichamelijke opvoeding. Daarnaast buitte zij haar schrijftalent uit door als journaliste voor een Japanse krant te gaan werken.
Ze was nog maar zestien jaar oud, toen zij in 1923 haar eerste nationale record vestigde met een vertesprong van 4,67 m. Het volgende jaar kwam zij in haar geboorteplaats met 10,33 tot een eerste wereldrecordprestatie bij het hink-stap-springen, dat overigens om onduidelijke redenen nooit is erkend, evenmin als de 11,35 die ze op dit nummer in 1925 in Tokio realiseerde. Later dat jaar verbeterde zij zich via 11,45 tot 11,52, waarna ze ten slotte in 1926 tot 11,62 kwam. Deze drie laatste prestaties zijn wel in de recordoverzichten terug te vinden. Dat jaar verbeterde ze ook haar nationale record bij het verspringen tot 5,06, stootte ze de kogel naar 10,39 en liep ze de 100 m horden in 15,4 s en die beide prestaties waren eveneens Japanse records.

### Internationaal debuut met wereldrecord
Het jaar 1926 was bovendien het jaar van het internationale debuut van Kinue Hitomi. Als enige Japanse deelneemster aan de IIe Wereldspelen voor vrouwen in Göteborg won ze niet alleen het verspringen met zowel als zonder aanloop, maar werd zij ook nog eens tweede bij het discuswerpen, derde op de 100 yd en vijfde op de 60 m. Bij het verspringen sprong ze trouwens naar 5,50 en hiermee was Hitomi alweer een wereldrecord rijker.
In de jaren die volgden bleef de talentvolle Japanse het ene na het andere wereldrecord verbeteren, al haalden ze lang niet alle de officiële recordboeken. In 1927 liet ze op de 200 m 26,1 klokken, bij het verspringen zonder aanloop kwam ze tot 2,61 en een 50 m legde ze af in 6,4. In 1928 liep ze een 400 m in 59,0 en een 100 m in 12,4. Geen van deze verrichtingen kwam echter in de recordboeken terecht. Maar de 12,2 op de 100 m die ze in 1928 in Osaka liep, evenals de 5,98 die ze daar behaalde bij het verspringen, werden weer wél als wereldrecord erkend.

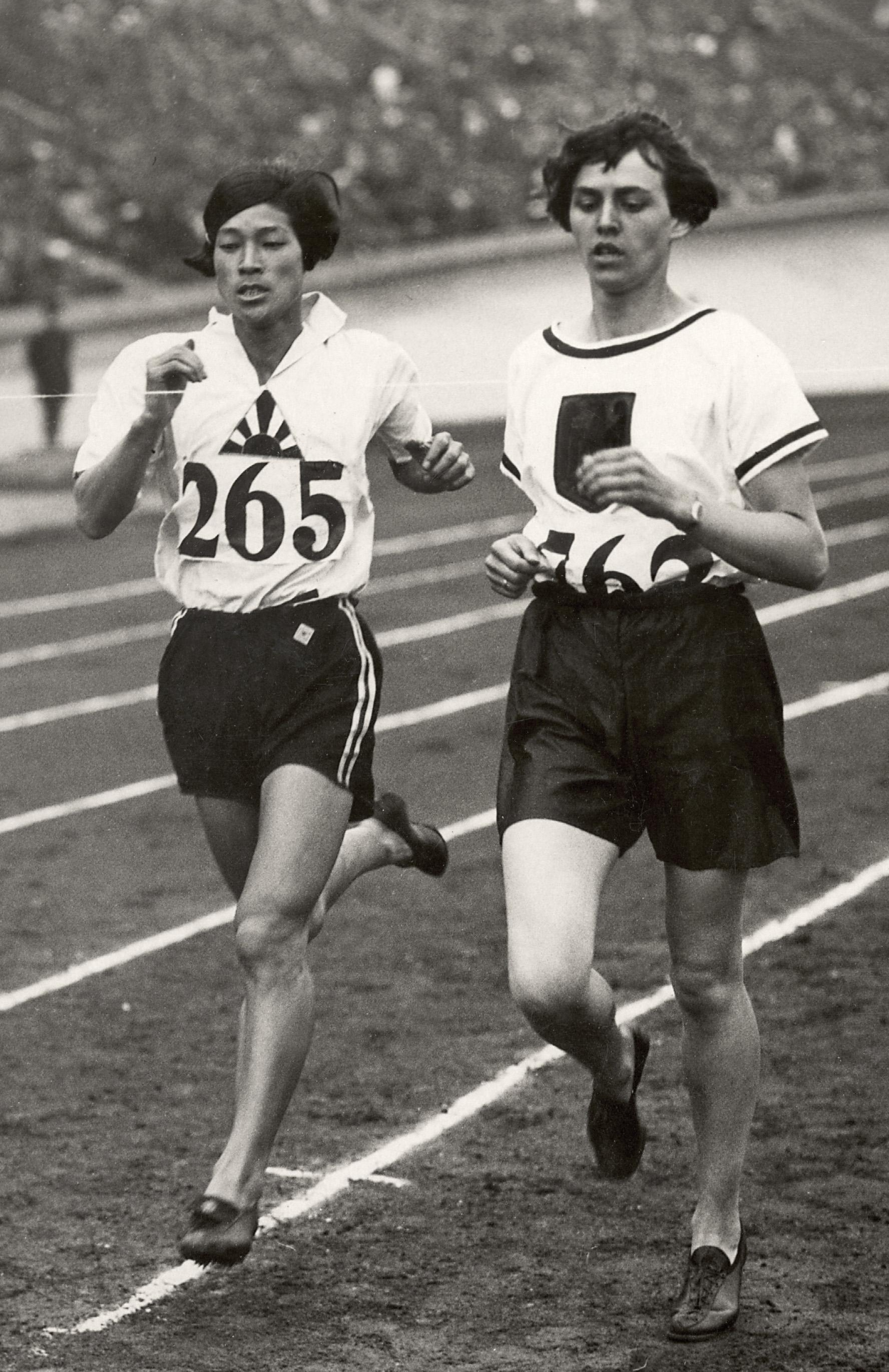
Kinue Hitomi (nr. 265) op weg naar haar zilveren medaille op de 800 m tijdens de OS van Amsterdam. Winnares wordt Lina Radke (rechts).

### Zilver op Olympische Spelen
Voor de Olympische Spelen van 1928 in Amsterdam, de eerste Spelen waar ook vrouwen op atletieknummers van de partij waren, stond Kinue Hitomi voor vier nummers ingeschreven: 100 m, 800 m, discuswerpen en hoogspringen. Ze had zich vooral gericht op de 100 m, maar op dit nummer kwam ze tegen haar verwachting in niet door de halve finale heen; ze strandde hierin op een vierde plaats.
Daarop besloot zij om haar kansen te zetten op de 800 m, een nummer waarop zij nog nooit in een officiële wedstrijd was uitgekomen. In haar serie kwam ze vlak achter de latere kampioene, de Duitse Lina Radke, tot een tweede plaats in 2.26,2, maar een dag later ging het in de finale nog veel harder. Nadat de Japanse de eerste 200 meter aan kop had gelegen, werd die vervolgens overgenomen door de Zweedse Inga Gentzel. Op 300 meter voor het einde begon Lina Radke aan een lange eindsprint, die de Zweedse niet kon volgen. Vanuit het achterveld kwam Hitomi daarna in een laatste krachtsinspanning opnieuw opzetten en was in de laatste 200 meter de snelste atlete van het veld. Het bracht haar ten slotte vlak achter, maar niet voorbij de Duitse, die in de wereldrecordtijd van 2.16,8 de eerste olympische 800 meterkampioene in de geschiedenis werd, in 2.17,6 gevolgd door Hitomi, die als eerste Japanse ooit een medaille veroverde.

### Grienend zwikje
Na afloop van deze wedstrijd wierpen verschillende deelneemsters, waaronder ook Kinue Hitomi, zich op het gras en eisten medische hulp. Een aantal IOC-leden – de meesten van hen wat oudere mannen – zagen hierin een bevestiging van hun vooroordelen tegen vrouwensport. De Telegraaf becommentarieerde dit tafereel als volgt: ‘Alleen de winster Frau Radke leek nog tamelijk fit, ook de Japanse, die tweede werd. De rest duizelde, voor zoover niet volkomen buiten kennis, zwaaiend en tollend van uitputting over de eindstreep. Het heele stel had tien minuten nodig om weer op adem te komen, waarop het grienend zwikje met uitzondering van de winster elkander melodramatisch de schouders omvattend uit het gezichtsveld verdween. Laat dit de laatste maal zijn, Heeren voorbereiders van Olympiades.’ De dames leden echter niet zozeer aan uitputtingsverschijnselen, maar lieten eerder op deze wijze hun gevoelens over hun verlies de vrije loop. Hoe dan ook: de nieuwe voorzitter van het IOC, de Belgische graaf Henri de Baillet-Latour, was er voorstander van om alle vrouwenwedstrijden te elimineren. Zijn verzoek om vrouwelijke deelname te beperken tot turnen, zwemmen, tennis en schaatsen, vond echter geen meerderheid in het Olympisch Congres van 1930 in Berlijn. De 800 m bleef geschrapt en zou pas in 1960 opnieuw aan het olympische programma worden toegevoegd.

### Opnieuw kampioene en records
In 1929 vervolgde Hitomi haar zegereeks met het leveren van beste wereldprestaties ooit, al werden deze opnieuw voor het merendeel niet erkend. Een triatlonprestatie (100 m, hoogspringen, speerwerpen) van 217 punten, een 100 m in 12,0 en een 60 m in 7,5 konden geen van alle door de beugel, maar een tijd van 24,7 over een 200 m zonder bocht kon dat weer wel en werd erkend. Tijdens een interlandwedstrijd van Japan tegen Duitsland sprong ze zelfs 6,075 m ver en ze zou hiermee de eerste vrouw zijn geweest die de 6-metergrens had bedwongen, als de wind haar niet te veel had geholpen.
In juni 1930 was Kinue Hitomi ten tweeden male present op de Wereldspelen voor vrouwen, die ditmaal in Praag werden gehouden. Nu was ze vergezeld van een vijftal jongere Japanse atletes. Ze slaagde erin om haar verspringtitel van Göteborg te prolongeren met een sprong van 5,90, behaalde zilver op de triatlon en brons bij het speerwerpen. Na dit toernooi nam het Japanse team nog deel aan wedstrijden in Warschau, Berlijn, Brussel, Parijs en Londen. Dit straffe wedstrijdprogramma, dat binnen een half jaar werd afgewerkt, had een negatieve uitwerking op haar gezondheid.

### Fatale longontsteking
Terug in haar vaderland werd haar evenmin rust gegund. Ze hield talloze lezingen en bezocht in vele Japanse steden sponsors en anderen die haar hadden ondersteund.
In maart 1931 werd Kinue Hitomi opgenomen in een ziekenhuis in Osaka, waar zij op 2 augustus aan longontsteking overleed, op de dag af drie jaar na haar zilveren medaille in Amsterdam.

## Wereldrecords
| Onderdeel            | Prestatie | Datum            | Plaats    |
| -------------------- | --------- | ---------------- | --------- |
| hink-stap-springen   | 11,45 m   | 16 oktober 1925  | Osaka     |
|                      | 11,52 m   | 1 november 1925  | Tokio     |
| verspringen          | 5,50 m    | 28 augustus 1926 | Göteborg  |
| hink-stap-springen   | 11,62 m   | 17 oktober 1926  | Harbin    |
| 100 m                | 12,2 s    | 20 mei 1928      | Osaka     |
| verspringen          | 5,98 m    | 20 mei 1928      | Osaka     |
| 200 m (zonder bocht) | 24,7 s    | 19 mei 1929      | Miyoshino |

## Palmares
60 m
- 1926: 5e Wereldspelen voor vrouwen

100 yd
- 1926:  Wereldspelen voor vrouwen – 12,0 s

100 m
- 1928: 4e in ½ fin. OS (12,8 s in serie)

800 m
- 1928:  OS – 2.17,6

verspringen met aanloop
- 1926:  Wereldspelen voor vrouwen – 5, 50 m (WR)
- 1930:  Wereldspelen voor vrouwen – 5, 90 m

verspringen zonder aanloop
- 1926:  Wereldspelen voor vrouwen – 2,49 m

discuswerpen
- 1926:  Wereldspelen voor vrouwen – 33,62 m

speerwerpen
- 1930:  Wereldspelen voor vrouwen – 37,01 m

triatlon (speer, hoog, 1000 m)
- 1930:  Wereldspelen voor vrouwen

- CiNii: DA0413851X
- Gemeinsame Normdatei: 1050545680
- World Athletics: 14562600
- International Standard Name Identifier: 0000 0000 8424 8142
- Library of Congress Control Number: n85371329
- Bibliotheek van het Japanse parlement: 00148669
- Nationale Bibliotheek van Tsjechië: mzk20211126430
- Virtual International Authority File: 8848935
- WorldCat: E39PBJgtbKdBJYbYYkjx7WRHYP